# لاندروم (کارولینای جنوبی)
لاندروم(به انگلیسی: Landrum) شهری در ایالت کارولینای جنوبی کشور ایالات متحده آمریکا است که جمعیت آن در سرشماری سال ۲۰۱۰ میلادی، ۲٬۳۷۶ نفر بوده‌است.